# Das Flüstern des Mondes
Das Flüstern des Mondes (tj. Šepot Měsíce) je rakouský hraný film z roku 2006, který režíroval Michael Satzinger podle vlastního scénáře. Film popisuje pátrání dvou mladíků po tajemném vrahovi, který zabíjí politiky žabím jedem. Film v sobě vrší několik úrovní fikce a konspirace.

## Děj
Jannis je vyslýchán tajnou službou, aby vypověděl, jakým způsobem byl on a jeho milenec Patrick zapleteni do aféry s úmrtím regionálních politiků. Ve Štýrském Hradci došlo v krátké době k nevyjasněným úmrtím několika komunálních politiků. Všichni zemřeli na otravu jedem pralesničky strašné. Patrick se rozhodl, že záhadě přijde na kloub. Jeho matka byla novinářka, která také po vrahovi pátrala, a on ji chtěl předběhnout. Zjistil, že v cirkusu, který právě do města přijel, chovají takovéto jedovaté žáby. Spolu s Jannisem proto rozmístili v okolí kamery a Patrick se nechal najmout jako brigádník do cirkusu. Byli však odhaleni a Patrik zahynul při kontaktu s jedovatou žábou. Jannis se rozhodne získaný filmový materiál využít.

## Obsazení
| Julian Stampfer   | Jannis                 |
| Dominik Hartl     | Patrick                |
| Liane Wagner      | jeho matka             |
| Mischa Fernbach   | vyšetřovatel           |
| Julia Schwarz     | Mo                     |
| Franz Robert Ceeh | Bolly, majitel cirkusu |
| Rochus Millauer   | klaun Bolko            |
| Fabian Rudisser   | mladý cirkusák         |
| Margot Hruby      | starostka              |